# Alonzo Mourning
Alonzo Harding Mourning Jr. (født 8. februar 1970) er en tidligere professionel basketballspiller som sidst spillede for Miami Heat i National Basketball Association (NBA). Mourning spillede Center og var berygtet som en af de bedste defensive spillere i ligaen. Han vandt NBA Defensive Player of the Year to gange, og har flere gange i sin karriere snittet de 10 rebounds som betragtes som vitalt for en god center. Alonzo var gennem hele sin karriere plaget af skader. Han pensionerede sig selv i 2008, da han spillede i Miami Heat. Senere pensionerede Miami Heat hans trøjenummer for trofast tjeneste og sublimt spil. I løbet af sin karriere spillet han også for Charlotte Hornets (senere Charlotte Bobcats) og New Jersey Nets (senere Brooklyn Nets). Mourning lavede i løbet af hans karriere flere tilbagevendelser til ligaen, men skader forhindrede ham i virkelig at få succes med det.
I 2014 blev Mourning optaget i Naismith Memorial Basketball Hall of Fame.

## Klubber
- Charlotte Hornets (1992-1995)
- Miami Heat (1995-2002)
- New Jersey Nets (2003-2004)
- Miami Heat (2005-2008)

## U.S.A's Basketlandshold
"Zo" var et stort aktiv for U.S.A og var med til at vinde guldmedaljen ved OL i Sydney 2000. Han vandt også en bronze og en guldmedalje ved Verdensmesterskaberne. Bronze i 1990 i Argentina og guld i 1994 i Canada.